# Ботороага (комуна)
Ботороага (рум. Botoroaga) — комуна у повіті Телеорман в Румунії. До складу комуни входять такі села (дані про населення за 2002 рік):
- Ботороага (1603 особи)
- Валя-Чирешулуй (1965 осіб)
- Келугеру (1131 особа)
- Тирнава (1676 осіб)
- Тунарі (294 особи)

Комуна розташована на відстані 53 км на південний захід від Бухареста, 26 км на північний схід від Александрії, 140 км на схід від Крайови.

## Населення
За даними перепису населення 2002 року у комуні проживали 6669 осіб.
Національний склад населення комуни:
| Національність | Кількість осіб | Відсоток |
| -------------- | -------------- | -------- |
| румуни         | 6594           | 98,9%    |
| цигани         | 75             | 1,1%     |

Рідною мовою назвали:
| Мова      | Кількість осіб | Відсоток |
| --------- | -------------- | -------- |
| румунська | 6640           | 99,6%    |
| циганська | 29             | 0,4%     |

Склад населення комуни за віросповіданням:
| Релігія      | Кількість осіб | Відсоток |
| ------------ | -------------- | -------- |
| православні  | 6636           | 99,5%    |
| адвентисти   | 29             | 0,4%     |
| реформати    | 3              | < 0,1%   |
| не релігійні | 1              | < 0,1%   |